# Regions de Txad
El Txad es divideix administrativament en 23 regions. Des de la independència el 1960 fins a 1999 estava organitzat en 14 prefectures. Aquestes van ser reemplaçades en 1999 per 28 departaments. El país va ser reorganitzat novament en 2002 per crear 18 regions, que el 2008 es van convertir en les 23 actuals amb la segregació i subdivisió d'algunes regions preexistents.
Cada regió està dividida en dos, tres o quatre departaments, excepte la ciutat de N'Djamena, que es divideix en 10 arrondissements.

## Regions actuals
| No. | Regió               | Capital      | Departaments       |
| 1   | Batha               | Ati          | Batha Oest         |
| 1   | Batha               | Ati          | Batha Oest         |
| 1   | Batha               | Ati          | Fitri              |
| 2   | Chari-Baguirmi      | Massenya     | Baguirmi           |
| 2   | Chari-Baguirmi      | Massenya     | Chari              |
| 2   | Chari-Baguirmi      | Massenya     | Loug Chari         |
| 3   | Hadjer-Lamis        | Massakory    | Dababa             |
| 3   | Hadjer-Lamis        | Massakory    | Dagana             |
| 3   | Hadjer-Lamis        | Massakory    | Haraze Al Biar     |
| 4   | Wadi Fira           | Biltine      | Biltine            |
| 4   | Wadi Fira           | Biltine      | Darh Tama          |
| 4   | Wadi Fira           | Biltine      | Kobé               |
| 5   | Bahr El Gazel       | Moussoro     | Bahr El Gazel Nord |
| 5   | Bahr El Gazel       | Moussoro     | Bahr El Gazel Sud  |
| 6   | Borkou              | Faya-Largeau | Borkou             |
| 6   | Borkou              | Faya-Largeau | Borkou Yala        |
| 7   | Ennedi Est          | Amdjarass    | Amdjarass          |
| 7   | Ennedi Est          | Amdjarass    | Wadi Hawar         |
| 8   | Guéra               | Mongo        | Barh Signaka       |
| 8   | Guéra               | Mongo        | Guéra              |
| 8   | Guéra               | Mongo        | Mangalmé           |
| 8   | Guéra               | Mongo        | Abtouyour          |
| 9   | Kanem               | Mao          | Kanem              |
| 9   | Kanem               | Mao          | Kanem del Nord     |
| 9   | Kanem               | Mao          | Wadi Bissam        |
| 10  | Llac                | Bol          | Mamdi              |
| 10  | Llac                | Bol          | Wayi               |
| 11  | Logone Occidental   | Moundou      | Dodjé              |
| 11  | Logone Occidental   | Moundou      | Lac Wey            |
| 11  | Logone Occidental   | Moundou      | Ngourkosso         |
| 11  | Logone Occidental   | Moundou      | Guéni              |
| 12  | Logone Oriental     | Doba         | La Nya Pendé       |
| 12  | Logone Oriental     | Doba         | La Pendé           |
| 12  | Logone Oriental     | Doba         | Monts de Lam       |
| 12  | Logone Oriental     | Doba         | La Nya             |
| 12  | Logone Oriental     | Doba         | Kouh Oriental      |
| 12  | Logone Oriental     | Doba         | Kouh Occidental    |
| 13  | Mandoul             | Koumra       | Barh Sara          |
| 13  | Mandoul             | Koumra       | Mandoul Occidental |
| 13  | Mandoul             | Koumra       | Mandoul Oriental   |
| 14  | Mayo-Kebbi Est      | Bongor       | Mayo-Boneye        |
| 14  | Mayo-Kebbi Est      | Bongor       | Kabbia             |
| 14  | Mayo-Kebbi Est      | Bongor       | Mont d'Illi        |
| 14  | Mayo-Kebbi Est      | Bongor       | Mayo-Lémié         |
| 15  | Mayo-Kebbi Oest     | Pala         | Lac Léré           |
| 15  | Mayo-Kebbi Oest     | Pala         | Mayo-Dallah        |
| 16  | Chari Mitjà         | Sarh         | Barh Kôh           |
| 16  | Chari Mitjà         | Sarh         | Grande Sido        |
| 16  | Chari Mitjà         | Sarh         | Lac Iro            |
| 17  | Ouaddaï             | Abéché       | Assoungha          |
| 17  | Ouaddaï             | Abéché       | Djourf Al Ahmar    |
| 17  | Ouaddaï             | Abéché       | Ouara              |
| 18  | Salamat             | Am Timan     | Aboudeïa           |
| 18  | Salamat             | Am Timan     | Barh Azoum         |
| 18  | Salamat             | Am Timan     | Haraze-Mangueigne  |
| 19  | Sila                | Bardaï       | Djourouf Al Ahmar  |
| 19  | Sila                | Bardaï       | Kimiti             |
| 20  | Tandjilé            | Laï          | Tandjilé Est       |
| 20  | Tandjilé            | Laï          | Tandjilé Oest      |
| 21  | Tibesti             | Goz Beïda    | Tibesti Est        |
| 21  | Tibesti             | Goz Beïda    | Tibesti Oest       |
| 22  | N'Djamena (capital) | N'Djamena    | 10 arrondissements |
| 23  | Ennedi Oest         | Fada         | Fada               |
| 23  | Ennedi Oest         | Fada         | Mourtcha           |